# Rossbach (Bühler)
Der Rossbach ist ein nicht ganz einen Kilometer langer Bach in der Teilortgemarkung des namengebenden Dorfes der Gemeinde Bühlerzell im Landkreis Schwäbisch Hall im nordöstlichen Baden-Württemberg, der etwa einen halben Kilometer südöstlich und oberhalb des Weilers Heilberg von rechts und Osten in die obere Bühler.

## Geographie

### Verlauf
Der Rossbach entsteht auf etwa 453 m ü. NHN nahe dem Waldeintritt des Feldweg nördlich von Senzenberg über das Ackergewann Rosshalde in den Wald Hirschreute. Er läuft recht beständig in westsüdwestlicher Richtung, die ersten knapp 0,3 km noch im Waldsaum, bis er in seiner nun flacheren Talmulde auf unter 425 m ü. NHN den Forst hinter sich lässt und nun in recht geradem, fast gehölzlosem Graben durch die überwiegend von Wiesen bedeckte Flur weiterzieht. In der rechten Flussaue unterquert er die Bühlertalstraße L 1072 und mündet dann etwa einen halben Kilometer südöstlich des Weilers Heilberg auf etwa 390 m ü. NHN von rechts und gegenüber dem Heilberg (444 m ü. NHN) in die Bühler oberhalb des gleichnamigen Weilers.
Der Rossbach fließt nach seinem 0,8 km langen, ein mittleres Sohlgefälle von um 76 ‰ zeigenden Lauf etwa 63 Höhenmeter unterhalb seines Ursprungs in die Bühler.

### Einzugsgebiet
Der Rossbach hat ein Einzugsgebiet von 0,3 km² Größe, das im Teilraum Ellwanger Berge des Naturraums Schwäbisch-Fränkische Waldberge liegt. An der kürzeren rechten Wasserscheide an der Nordwestseite bis hinauf zum höchsten Punkt an der Nordnordostspitze auf etwa 473 m ü. NHN am oberen, noch flachen Südabfall des Rossbergs grenzt es an das eines kleineren Konkurrenten, der wenig abwärts den südlichen Rossberg zur Bühler entwässert, die dort anschließende linke Wasserscheide im Osten trennt vom bedeutenderen Nachbartal des nächstoberen Bühlerzuflusses Gruppenbach.
Etwa auf der Hälfte des Einzugsgebietes im Norden steht Wald. Die Hügelhöhen auf dem Rossberg im Osten werden beackert, in der offenen Talmulde, an deren Hang sich Feldhecken entlangziehen, und der anschließenden Bühleraue liegen fast nur Wiesen. Das zur Gänze zur Bühlerzeller Teilortgemarkung der gleichnamigen Gemeinde rechnende Gebiet ist ganz unbesiedelt, der größte Teil davon, nämlich der offene, gehört dem Landschaftsschutzgebiet Oberes Bühlertal mit Nebentälern und angrenzenden Gebieten an.
Das ganze Gebiet liegt im Mittelkeuper. Die Hochfläche noch nördlich von ihm auf dem Rossberg (bis 480,7 m ü. NHN) bildet der Kieselsandstein (Hassberge-Formation), unter dem die Unteren Bunten Mergel (Steigerwald-Formation) in den meisten Waldanteile anstehen. Die niedrigere Geländestufe auf dem Rücken Rosshalde (bis 459,3 m ü. NHN) zwischen Rossbach- und Grundbachtal mit ihren sandigen Äckern müssen nach der in der Umgebung üblichen Schichtstufung dem Schilfsandstein (Stuttgart-Formation) angehören, die Hänge und Mulde des Tals noch darunter dem Gipskeuper (Grabfeld-Formation).

### LUBW
Amtliche Online-Gewässerkarte mit passendem Ausschnitt und den hier benutzten Layern: Lauf und Einzugsgebiet des Rossbachs

Allgemeiner Einstieg ohne Voreinstellungen und Layer: Daten- und Kartendienst der Landesanstalt für Umwelt Baden-Württemberg (LUBW) (Hinweise)
1. 1 2 3 4 5  Höhe nach dem Höhenlinienbild auf dem Hintergrundlayer Topographische Karte.
2. ↑  Länge nach dem Layer Gewässernetz (AWGN).
3. 1 2  Einzugsgebiet abgemessen auf dem Hintergrundlayer Topographische Karte.
4. ↑  Höhe nach schwarzer Beschriftung auf dem Hintergrundlayer Topographische Karte.
5. ↑  Landschaftsschutzgebiet nach dem gleichnamigen Layer.

### Andere Belege
1. ↑  Hansjörg Dongus: Geographische Landesaufnahme: Die naturräumlichen Einheiten auf Blatt 171 Göppingen. Bundesanstalt für Landeskunde, Bad Godesberg 1961. → Online-Karte (PDF; 4,3 MB)
2. ↑  Für den nordöstlichen Teil der flachen Rossberghochebene ist die Lage im Kieselsandstein abzulesen auf dem unter → Literatur aufgeführten Geologischen Karte, die dieses Gebiet außerhalb gerade noch abdeckt. Die anderen Schichten wurden durch Parallelisierung nach Höhenlage im Vergleich dazu erschlossen. Mapserver des Landesamtes für Geologie, Rohstoffe und Bergbau (LGRB) (Hinweise) deckt zwar anders als diese Nachbarkarte das Einzugsgebiet ab, liefert aber nach Orts- wie Schichtenauflösung nur ein viel gröberes Bild mit anscheinend auch Generalisierungsfehlern.